# Giovanni Perrone
Giovanni Perrone (Chieri, 11 marzo 1794 – Castel Gandolfo, 28 agosto 1876) è stato un presbitero e teologo italiano appartenente alla Compagnia di Gesù.

## Biografia
Dopo aver studiato teologia e conseguito il dottorato a Torino, il 14 dicembre 1815 entrò nella Compagnia di Gesù a Roma, all'età di ventuno anni. La Compagnia era stata rifondata da Papa Pio VII  solo un anno prima, e Perrone fu ben presto nominato docente di teologia ad Orvieto. Nel 1824 divenne professore di teologia dogmatica al Collegio Romano, presso il quale insegnò al futuro papa Leone XIII.
Nel 1830 fu promosso rettore del collegio gesuitico di Ferrara, che diresse finché nel 1838 fu richiamato al Collegio Romano. A partire dal 1847, Perrone curò una lunga corrispondenza con John Henry Newman, in particolare sullo sviluppo della dottrina.
L'avvento della Repubblica Romana nel 1849 lo costrinse a cercare rifugio in Inghilterra. Dopo un esilio di tre anni, Perrone riprese la cattedra di dogmatica nel Collegio Romano. Nel 1853 divenne rettore del suo ex collegio e, nel 1873, dell'Università Gregoriana di Roma. Insegnò teologia fino a quando dovette rinunciare per motivi di anzianità. Consigliere dei Papi Gregorio XVI e Pio IX, fu consultore di varie congregazioni e fu attivo nell'opporsi ad alcuni insegnamenti di Giorgio Hermes. Partecipò alle discussioni che si conclusero nel 1854 con la definizione dogmatica dell'Immacolata Concezione. Dal 1869 fu prominente sul versante ultramontano del Concilio Vaticano I.

## Attività
Dei numerosi scritti di Perrone il più importante sono le Prælectiones Theologicæ, giunte alla trentaquattresima edizione in nove volumi. Il compendio che Perrone fece di quest'opera raggiunse le quarantasette edizioni in due volumi. Era uno dei libri di dogmatica cattolica più diffusi nel XIX secolo.
Le sue lezioni teologiche complete furono pubblicate in francese ed ebbero diverse edizioni; parti sono state tradotte in spagnolo, polacco, tedesco, olandese, fra le altre lingue. Le sue numerose opere dogmatiche sono caratteristiche della teologia romana del tempo. Includono le Praelectiones theologicae, quas in Collegio Romano SJ habebat Joannes Perrone (9 voll., Roma, 1835 ss.), Praelectiones hierologicae in compendium redactae (4 voll., Roma, 1845), Il Hermesianismo (Roma, 1838), Il Protestantismo e la regola di fede (3 voll., 1853), e il De divinitate DN Jesu Christi (3 voll., Torino, 1870).

## Opere
- Praelectiones theologicae, quas in Collegio Romano S. J. habebat Joannes Perrone. Roma 1825 ss., 9 voll..; 31ª edizione, Torino. 1866; Regensburg 1881, 2 voll..
- Zur Geschichte des Hermesianismus. Ratisbona: Manz 1839
- Über die gemischten Ehen. . Tradotto da Josef Maria Axinger. Augusta: Kollmann 1840
- De immaculato b. v. Mariae conceptu an dogmatico decreto definiri. Roma 1847
  - tedesco: Ist die Unbefleckte Empfängnis der seligen Jungfrau Maria dogmatisch definierbar? Dal latino del dott. Aegid Dietl & Berna. Schels. Ratisbona: Manz 1849
  - tedesco, 2ª edizione: Abhandlung über die dogmatische Definition der unbefleckten Empfängniß der seligsten Jungfrau Maria. Ratisbona: Manz 1855
- Il protestantismo e la regola di fede. Roma 1853
  - tedesco: Der Protestantismus und die Glaubensregel.  Ratisbona: Manz, 1857 (2ª edizione)
- Kompendium der katholischen Dogmatik zum Gebrauche für Theologen und gebildete Laien. Landshut: Krull [u. a.] nessun anno
- De Romani pontificis infallibilitate seu Vaticana definitio contra novos haereticos / asserta et vindicata auctore Joanne Perrone. Torino 1874